# Oberbergkirchen

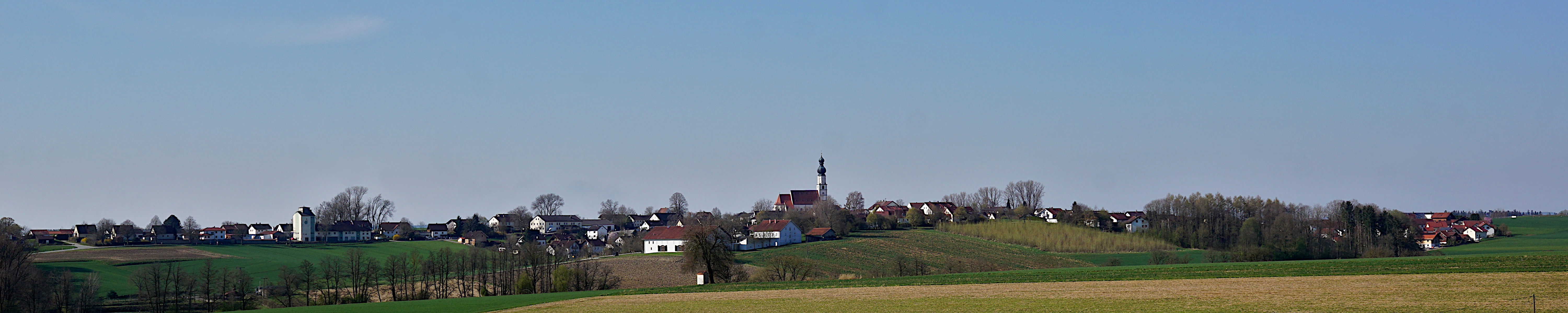
Blick auf Oberbergkirchen

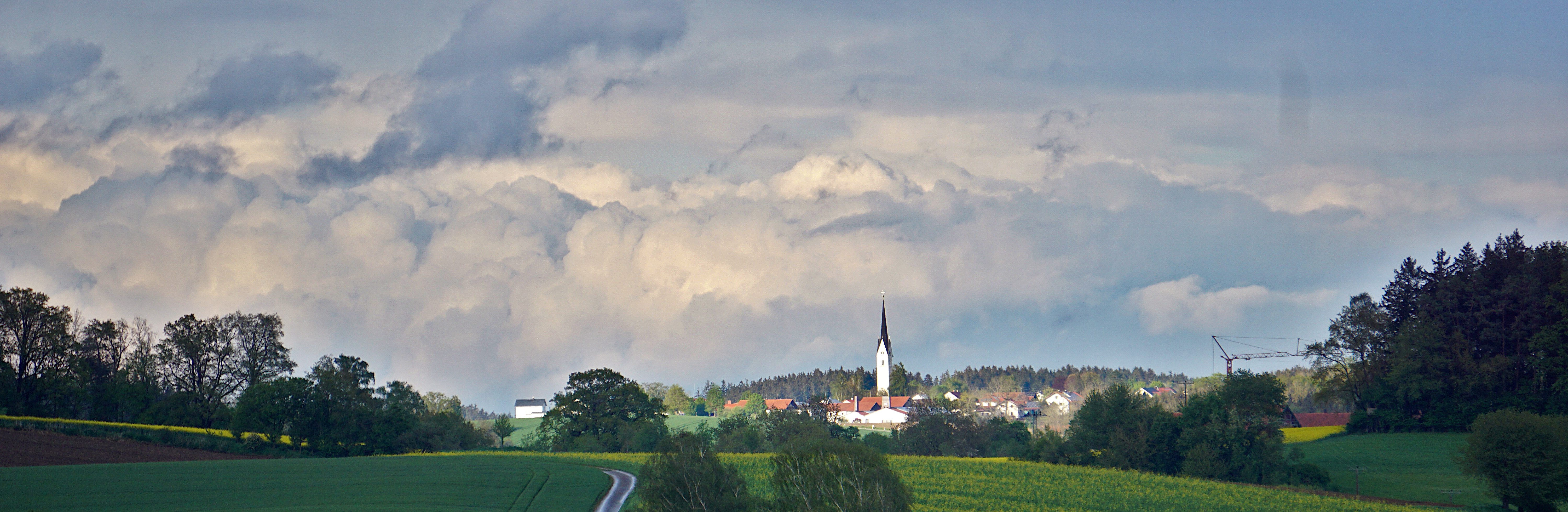
Loipfing von Salmanskirchen aus gesehen

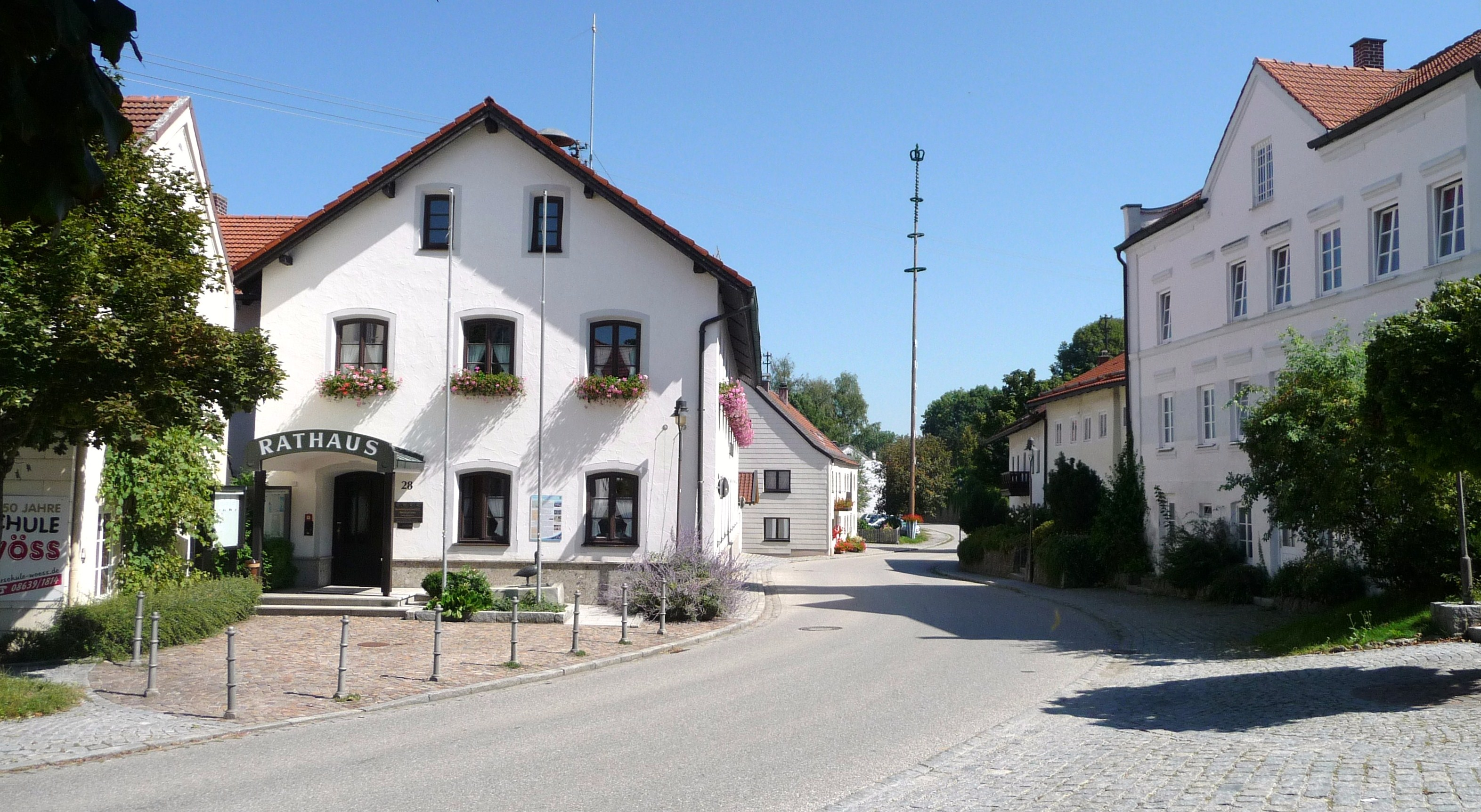
Der Dorfplatz mit dem Rathaus

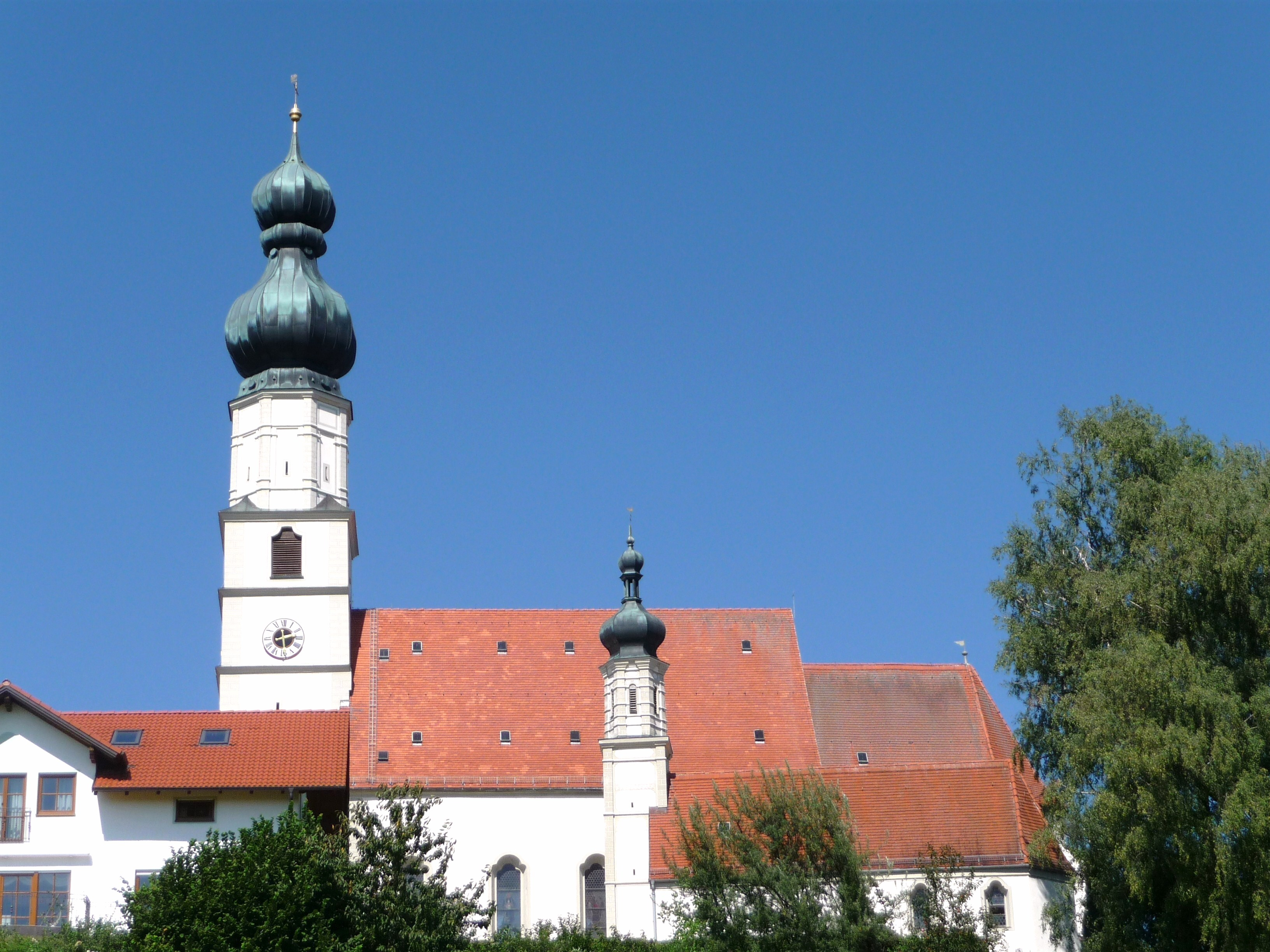
Die Pfarrkirche St. Bartholomäus mit der Bruder-Konrad-Kapelle

Oberbergkirchen ist eine Gemeinde im oberbayerischen Landkreis Mühldorf am Inn.

## Geografie

### Geografische Lage
Oberbergkirchen liegt in der Region Südostoberbayern im tertiären Hügelland nördlich des Isentals, in der Nachbargemeinde Wurmsham entspringt die Rott. Die Ortschaft befindet sich etwa 15 km nordwestlich der Kreisstadt Mühldorf, zwölf Kilometer südwestlich von Neumarkt-Sankt Veit und 22 km östlich von Dorfen. Im acht Kilometer entfernten Ampfing besteht Anschluss an die von der Südostbayernbahn betriebenen Bahnstrecke München-Mühldorf.

### Gemeindegliederung
Es gibt 48 Gemeindeteile:
- Aidenlack
- Asenham
- Aubenham
- Bichling
- Bindlhub
- Blöcking
- Egglham
- Erlham
- Gantenham
- Geiselharting
- Genzing
- Gerling
- Hading
- Haid
- Heimberg
- Hollroth
- Holzhäuseln
- Hudlberg
- Irl
- Irlham
- Kirnhausen
- Kremsrott
- Lanzing
- Loipfing
- Manholding
- Muttersham
- Oberbergkirchen
- Oberthalham
- Oberwalding
- Perlesham
- Pfaffing
- Ranerding
- Riedlham
- Riegelsberg
- Ritzing
- Rott
- Rottwinkl
- Schönberg
- Schörging
- Söllnham
- Stattenberg
- Thal
- Unterthalham
- Utzing
- Vatersham
- Walding
- Weihprechting
- Wolfhaming

Gemarkungen sind Irl und Oberbergkirchen.

## Geschichte

### Bis zur Gemeindegründung

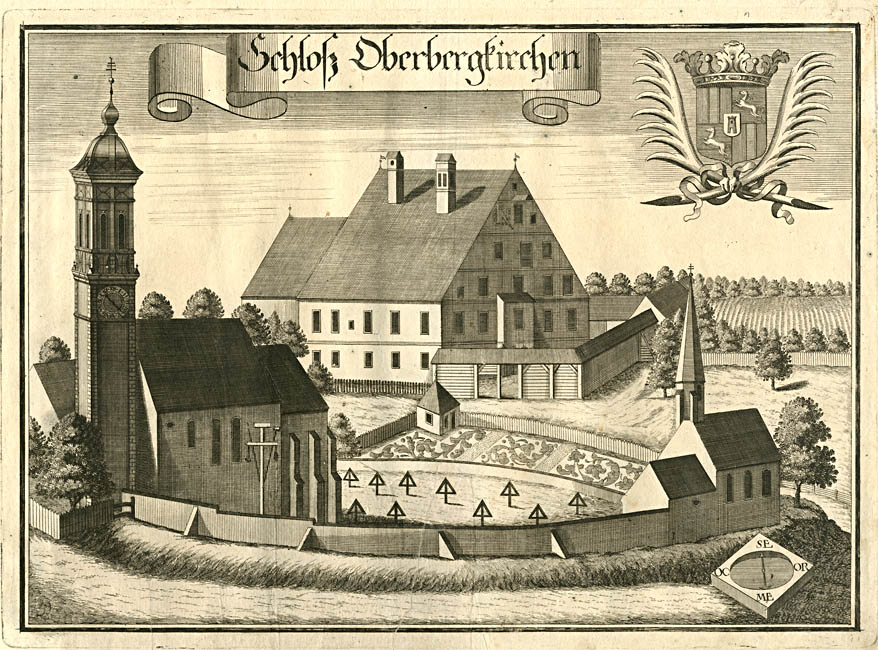
Schloss Oberbergkirchen im 18. Jahrhundert (Stich von Michael Wening)

Oberbergkirchen wurde im Jahre 788 erstmals in der Notitia Arnonis erwähnt. Der Ort gehörte zum Rentamt Landshut und zum Landgericht Neumarkt des Kurfürstentums Bayern.
Irl kam über eine Schenkung König Arnulfs von Kärnten im Jahr 899 an das Domkapitel Regensburg und verfügte daher über ein eigenes Propsteigericht, genannt die „Irlschaft“, das über die Grenzen der späteren Gemeinde Irl hinausging.
Oberbergkirchen ist ab dem 15. Jahrhundert als Hofmarkssitz beurkundet. Die Gräfin Maria Josefa von der Wahl auf Schloss Zangberg,  übernahm 1759 die offene Hofmark im Ort. Sie starb 1807 als Witwe ohne Nachkommen, das Hofmarksschloss wurde um 1820 abgerissen. Im Zuge der Verwaltungsreformen in Bayern entstand mit dem Gemeindeedikt von 1818 die Gemeinde.

### Eingemeindungen
Im Zuge der Gebietsreform in Bayern wurde am 1. Januar 1975 die Gemeinde Irl eingegliedert.

### Einwohnerentwicklung
Zwischen 1988 und 2018 wuchs die Gemeinde von 1198 auf 1688 Einwohner bzw. um 40,9 %.
- 1961: 1356 Einwohner
- 1970: 1256 Einwohner
- 1987: 1184 Einwohner
- 1991: 1253 Einwohner
- 1995: 1527 Einwohner
- 2000: 1658 Einwohner
- 2005: 1651 Einwohner
- 2010: 1630 Einwohner
- 2015: 1653 Einwohner
- 2024: 1746 Einwohner

## Politik
Die Gemeinde ist Mitglied und Sitz der Verwaltungsgemeinschaft Oberbergkirchen.
Erster Bürgermeister ist Michael Hausperger (CSU/Freie Wähler).

### Wappen
| Wappen von Oberbergkirchen | Blasonierung: „Geteilt von Gold und Blau; oben ein auffliegender schwarzer Rabe, unten ein bewurzelter silberner Baum mit blattlosen Ästen“ |
| Wappen von Oberbergkirchen | Wappenführung seit 1967 |

## Baudenkmäler
Oberbergkirchen mit der Pfarrkirche St. Bartholomä, Bruder-Konrad-Kapelle, Vierseithof mit Gasthaus und altem Schulhaus (heutiges Rathaus), Tertiärwelt Aubenham. 
Die Pfarrkirche, ein spätgotischer Ziegelbau, erhielt ihren Zwiebelturm entweder 1723 bei einem größeren Umbau oder spätestens 1770, nachdem ein Blitzschlag großen Schaden angerichtet hatte. Das Innere wurde barockisiert, die Glasgemälde entstanden um 1908.
Neben der Pfarrkirche steht die spätgotische kleine Kirche, die Bischof Berthold Pürstinger von Chiemsee im Jahr 1518 weihte. Ihren Zwiebelturm erhielt sie erst 1733. Nach einer Restaurierung in den Jahren 1936 bis 1938 wurde sie dem 1934 heiliggesprochenen Bruder Konrad von Parzham geweiht.

## Wirtschaft und Infrastruktur

### Wirtschaft einschließlich Land- und Forstwirtschaft
Die Gemeindesteuereinnahmen betrugen im Jahr 2022 2816 T€, davon waren (netto) 90 T€ Gewerbesteuereinnahmen.
2022 gab es im Bereich der Land- und Forstwirtschaft sechs, im produzierenden Gewerbe 143 und im Bereich Handel, Verkehr, Gastgewerbe 35 sozialversicherungspflichtig Beschäftigte am Arbeitsort. In sonstigen Wirtschaftsbereichen waren es 89 Personen. Sozialversicherungspflichtig Beschäftigte am Wohnort gab es 273. Im verarbeitenden Gewerbe gab es zwei, im Bauhauptgewerbe vier Betriebe. Zudem bestanden im Jahr 2020 65 landwirtschaftliche Betriebe mit einer landwirtschaftlich genutzten Fläche von 2143 ha. Davon waren 1688 ha Ackerfläche und 566 ha (2016) Dauergrünfläche.

### Bildung
Es gibt folgende Einrichtungen (Stand 2024):
- Kindergärten: 75 Kindergartenplätze mit 55 Kindern
- Volksschulen: Eine Grundschule mit 13 Lehrern und 283 Schülern

## Persönlichkeiten
- Erwin Sedlmayr (1942–2022), Astrophysiker und Hochschullehrer